# Église orthodoxe autocéphale ukrainienne canonique
Pour les articles homonymes, voir Église orthodoxe autocéphale ukrainienne.
 (novembre 2015).
 (novembre 2011).
Si vous disposez d'ouvrages ou d'articles de référence ou si vous connaissez des sites web de qualité traitant du thème abordé ici, merci de compléter l'article en donnant les références utiles à sa vérifiabilité et en les liant à la section « Notes et références ».
 (janvier 2023).
Le contenu est difficilement compréhensible vu les erreurs de traduction, qui sont peut-être dues à l'utilisation d'un logiciel de traduction automatique.
L'Église orthodoxe autocéphale ukrainienne canonique est une Église orthodoxe indépendante non-canonique et autocéphalie autoproclamée non reconnue par les autres Églises formant la « Communion orthodoxe ».

## Revendications
L'Église orthodoxe autocéphale ukrainienne canonique est une Église orthodoxe indépendante non-canonique, qui déclare son origine canonique de l'Église orthodoxe de Pologne. Elle est isolée car son autocéphalie autoproclamée n'est pas reconnue par les autres Églises formant la « Communion orthodoxe »,,,,.

## De l'Église orthodoxe polonaise
La relance de la branche canonique de l'Église orthodoxe autocéphale ukrainienne (EOAU) en Ukraine durant la Seconde Guerre mondiale. Cette nouvelle organisation permet l'obtention de l'autonomie de Dionysius Valedinski, métropolite de l'Église orthodoxe polonaise qui a reçu en 1924 le statut d'autocéphalie du Patriarche Œcuménique Grégoire VII[réf. nécessaire].
Le métropolite Dionysius est ordonné dans la charge épiscopale en 1913 par le patriarche d'Antioche Grégoire IV, qui a reçu l'ordonne par l’apôtre Pierre.
En 1932, le métropolite Dionysius ordonne métropolite Polykarp Sikorsky et, en 1942, l'envoie dans l'Ukraine occupée par les Allemands, avec pour objectif la récupération de l'Église orthodoxe autocéphale ukrainienne et l'ordination de nouveaux évêques. Ainsi, en 1942 toute la hiérarchie de l'Église orthodoxe autocéphale ukrainienne reçoit les ordinations canoniques des évêques par l'apôtre Pierre. Parmi les évêques ordonnés figurent le patriarche métropolite Mstyslav Skrypnik et le métropolite Grégoire Ohiychuk, qui donne l'ordination canonique au patriarche Moïse[source insuffisante].

## EOAU «canonique»
En octobre 2002 aux États-Unis se tient le Concile des archevêques de l'EOA-Sobornopravna de l'Amérique du Sud et du Nord, qui vient après la branche de l'Église orthodoxe de Pologne, présidé par le métropolite Grégoire Ohiychuk, et après son décès en 1985, suivi par  Andreï Prajinski (1985-1990), puis le métropolite Alexeï Nitza (1990-1999), et du Métropolite Stephan (Babiy-Petrovych) (1999-2004).
Le concile des archevêques de l'EOA-Sobornopravna, ayant examiné la situation de l'ÉOAU en Ukraine, décide de :
- rendre à la structure de l'EOAU-Sobornopravna l'ancien modèle patriarcal ;
- restaurer sa présence sur la terre d'Ukraine par l'établissement de l'Archéparchie de Kiev et de toute la Rus-Ukraine ;
- faire l'ordination de l'archimandrite Moïsseï Koulik au rang d'évêque et l’envoyer en Ukraine avec le rang de métropolite de Kiev et de toute la Rus-Ukraine pour l'établissement de l'archéparchie du Kiev et de toute la Rus-Ukraine[3].

Le 10 octobre 2002 dans la cathédrale Saint-Boris-et-Saint-Gleb de Cleveland (état de l'Ohio, États-Unis), la chirotonie – intronisation de Mgr Moïsseï au rang de métropolite du Kiev et de toute la Rus-Ukraine, a lieu. Le métropolite Moise est envoyé en Ukraine «pour la rénovation du Métropole de Kiev et la renaissance de l'EOAU-Sobornopravna avec le droit de l'administration complète et la tutelle spirituelle».
Le 1er novembre 2002 se tient la conférence de presse du métropolite Stefan Babiy-Petrovitch, le premier dans la hiérarchie de l'EOAU-Sobornopravna de l'Amérique du Sud et du Nord, consacré au concile historique des évêques de l'EOAU-Sobornopavna et la décision du retour de l'Église de la diaspora vers l'Ukraine.
En 2004-2005 à l'EOAU aux États-Unis, des événements changent radicalement la situation de l'EOAU-Sobornopravna en Ukraine. L'EOAU-Sobornopravna de l'Amérique du Sud et du Nord devient l'EAOU de l'Amérique du Sud et du Nord et de la diaspora et, présidé par le métropolite Michael (Yavchak-Champion) s'unit avec l'EOAU en Ukraine, en reconnaissant le métropolite Méthode Koudriakov comme premier hiérarque,,.
L'ÉOAU-Sobornopravna en Ukraine, présidé par le métropolite Moses, reste à côté de ce groupement, et acquiert le statut d'une juridiction indépendante. Le métropolite Moïsseï Koulik déploie une grande activité civilisatrice, et porte la parole aux nombreux athées en post-totalitaire d'Ukraine et en appelant vers le groupement des éclats de l'EOAU dispersés en vertu de raisons historiques dans le monde entier,,,.

## L'EOAU-Canonique
Les 17-18 juin 2005, jour de la Sainte-Trinité, à Kiev, a lieu le concile des évêques de l'EOAU-Sobornopravna sous l'omophore du métropolite du Kiev et de toute la Russie-Ukraine Moïsseï Koulik : par décision du Saint Synode et du concile mondial d'Évêques, est ratifié le nom de l'Église comme EOAU-Canonique.

## Le patriarche
Le 17-18 juin 2005, le métropolite Moïsseï Koulik est élu et intronisé au rang de patriarche de Kiev et de toute la Rus-Ukraine. Les 12 évêques, le clergé et centaines de fidèles du monde entier prennent pris part au Saint Concile. L'intronisation a lieu le jour de la Sainte Trinité au sanctuaire orthodoxe du peuple ukrainien, dans une Église principale ukrainienne, la cathédrale Sainte-Sophie à Kiev,.

## La doctrine
L'Église orthodoxe autocéphale ukrainienne canonique reconnaît la fidélité absolue à l'enseignement de Jésus-Christ, la fidélité aux Écritures sacrées et aux canons apostoliques. Le clergé revendique son ordination canonique de Jésus-Christ par la ligne de l'apôtre Pierre,,,.